# Echidnophaga tenerifensis
Echidnophaga tenerifensis är en loppart som beskrevs av Gil Collado, Rodrigues et Zapatero 1982. Echidnophaga tenerifensis ingår i släktet Echidnophaga och familjen husloppor. Inga underarter finns listade i Catalogue of Life.